# Acanthormius sumatrensis
Acanthormius sumatrensis är en stekelart som beskrevs av Van Achterberg 1991. Acanthormius sumatrensis ingår i släktet Acanthormius och familjen bracksteklar. Inga underarter finns listade i Catalogue of Life.